# Trimethacarb
Trimethacarb ist ein synthetisches Insektizid aus der Wirkstoffgruppe der Carbamate. Es wurde von der Shell Development Co. eingeführt und später von Union Carbide und danach von der Bayer AG vertrieben. Heute wird Trimethacarb nicht mehr hergestellt und verkauft.

## Eigenschaften und Zusammensetzung
Trimethacarb ist eine Mischung aus den Isomeren 2,3,5-Trimethacarb und 3,4,5-Trimethacarb in einem Verhältnis von ungefähr 1:3,5 bis 1:5.
| Gefahrensymbol | Gefahrensymbol | Gefahrensymbol | Gefahrensymbol |

| Gefahrensymbol |

## Gewinnung und Darstellung
Trimethacarb kann durch die Reaktion eines Gemischs aus 2,3,5-Trimethylphenol und 3,4,5-Trimethylphenol mit Methylisocyanat gewonnen werden.

## Wirkungsweise
Trimethacarb wirkt als Repellent sowie Kontakt- und Fraßgift mit lang anhaltender Wirkung. Es wirkt wie andere Carbamat-Insektizide: Das Enzym Acetylcholin-Esterase in den Synapsen des Nervensystems wird gehemmt. Dies bewirkt einen Überschuss des Acetylcholins an der postsynaptischen Membran, was eine Dauererregung des Nervensystems zur Folge hat. Die Nervenfunktion kommt zum Erliegen und der betroffene Organismus ist gelähmt, was bis zum Atemstillstand und Tod führen kann.

## Verwendung
Trimethacarb ist ein Insektizid mit einem breiten Wirkspektrum. Es wird vor allem zur Bekämpfung der Larven des Maiswurzelbohrers im Maisanbau eingesetzt, kann aber auch gegen andere Insekten sowie Mollusken verwendet werden. Es agiert zudem als Repellent für Vögel und Säugetiere.

## Toxizität
Trimethacarb ist nicht karzinogen und nicht hautreizend. Es wird als wenig gefährlich für den Menschen eingestuft. Es ist hochgiftig für Krebstiere und moderat giftig für Bienen, Vögel, Fische und Säugetiere (LD50 Ratte (oral) 130 mg/kg).
Die Verbindung ist nicht persistent im Boden mit einer Halbwertszeit von 20 Tagen.

## Zulassung
In der Europäischen Union sind keine Pflanzenschutzmittel mit dem Wirkstoff Trimethacarb zugelassen.